# The Morphean
The Morphean ist eine Metal-Band aus Österreich. Stilistisch ist die Band dem melodischen Modern Death Metal zuzuordnen.

## Geschichte
The Morphean wurde 2004 gegründet. Zu den anfangs sehr melodisch gehaltenen Gitarrenläufen kamen im Laufe der Zeit immer mehr Death-Metal-Parts, wie auf der Anfang 2008 veröffentlichten ersten EP Divine zu hören. 2009 wurde im Studio von Soundspur Records gemeinsam mit dem Produzenten Martin Zeller das Debütalbum Enter the Illusion aufgenommen, das im Juni 2010 über Refused Records veröffentlicht wurde. 2010 änderte sich auch die Besetzung, seitdem ist Uli Meisinger (Black Velvet) Schlagzeuger von The Morphean. Ende 2012 wurde mit der Single Crossroad ein neues Kapitel in der Bandgeschichte aufgeschlagen und man begann den nächsten Schritt in der musikalischen Entwicklung zu nehmen. Die Besetzung der Mitglieder konnte nun über längere Zeit beisammengehalten werden, was sich auf dem am 1. Juni 2014 erscheinenden Album "Mechanical" deutlich hören lässt. Das professionell durch Philip Seidl (Suiseidl Studios DE) produzierte Album brachte einen Plattenvertrag mit Noisehead Records ein.
Danach entschloss man sich, die kommenden Releases in Eigenregie zu veröffentlichen. Die darauf folgenden Outputs "A Long Journey" (2016) und "We Are Now" (2018) wurden im eigenen Studio aufgenommen. Für den Mix und Master wurde mit Norbert Leitner zusammengearbeitet.

## Diskografie
- 2008: Divine (Eigenproduktion, EP)
- 2010: Enter the Illusion (Refused Records / Twilight Distribution, LP)
- 2012: Crossroad (Refused Records, Single)
- 2014: Mechanical (Noisehead Records, LP)
- 2016: A Long Journey (Eigenproduktion, EP)
- 2018: We Are Now (Eigenproduktion, EP)